# Teófilo Caldas

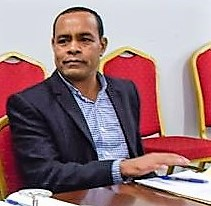
Teófilo Caldas (2019)

Teófilo Caldas ist ein osttimoresischer Politiker. Er ist Mitglied der Partei Congresso Nacional da Reconstrução Timorense (CNRT).
Bei den Parlamentswahlen in Osttimor 2018 trat Caldas als Ersatzkandidat auf Platz 83 der Aliança para Mudança e Progresso (AMP) an, einem Parteienbündnis, dem auch der CNRT angehört.
In der VIII. konstitutionelle Regierung Osttimors unter Premierminister Taur Matan Ruak wurde Caldas Staatssekretär für Kunst und Kultur. Die Vereidigung fand am 22. Juni 2018 statt. Als 2020 die CNRT die Regierungskoalition verließ, weigerte Caldas sich, sein Amt niederzulegen und blieb Mitglied des Kabinetts. Das Amt des Staatssekretärs hatte er bis zum Ende der Legislaturperiode am 30. Juni 2023 inne.